# Cerdistus blascozumetai
Cerdistus blascozumetai là một loài ruồi trong họ Asilidae. Cerdistus blascozumetai được Weinberg & Bächli miêu tả năm 1975. Loài này phân bố ở vùng Cổ Bắc giới.